# Михайло Красник
Михайло Красник (нар. 18 листопада 1959, с. Родатичі, Львівська область) – український художник та графік, один із основоположників семіотичної абстракції й асамбляжу в українському мистецтві. У його творчому доробку: експерименти з архетипами народного мистецтва, пейзажі, метафізичні фантазії.

## Ранні роки і творчість
Народився 18 листопада 1959 у селі Родатичі Львівської області. З 1975 по 1978 рік приватно навчався мистецтву у Степана Труша.
У 1977 переїжджає до Львова і починає працювати реставратором в Національному музеї у Львові. На творчість Михайла Красника вплинув також львівський мистецтвознавець Андрій Дорош і його коло митців неомодернізму. Вони пропагували культуру вільного самовираження, творили у сферах абстрактного експресіонізму та екзистенційного мистецтва. 
З 1980 року бере участь у виставках в Україні, а з 1990 року починає виставлятися за кордоном.
З 1986 по 1993 рік був членом мистецького товариства “Шлях”. 
З 1994 року член Національної спілки художників України.

## Особливості художнього вираження
На початку творчості творив у сфері вільної, динамічної абстракції. За допомогою кольору, лінії, плями та фактури передавав емоції. Експериментував з різноманітними техніками: рукотворна графіка, монотипії, кольорові лінорити.
М. Красник ніколи не мав академічної освіти, тому його мистецтво є незаангажованим формальними правилами. Поєднує в роботах символи, асоціації. Він використовує різноманітні матеріали, створює фактури, рельєфи, малює на склі, працює з техніками офорту, ліногравюри та колажем. Використовує у графіці предмети зі щоденного життя: ножиці, газетні вирізки, обгортки з-під солодощів, ключі, листівки. 
На його творчість вплинуло східне, японське та китайське мистецтво.
Митець приділяє багато уваги кольору, експериментує з контрастами, досліджує відтінки одного кольору.

## Участь у виставках
Твори митця були представлені на понад 300 міжнародних та всеукраїнських виставках. З 1991 року провів понад 15 персональних виставок в Україні, Німеччині, Польщі, Нідерландах. Його твори знаходяться у 80 музеях і галереях світу.

## Персональні виставки
- 1991 - Галерея «Петроград» у Гамбурзі, Німеччина
- 1993 - Хмельницький музей сучасного мистецтва, Україна, Луганський музей сучасного мистецтва, Україна, Галерея N.N., Люблін, Польща
- 1994 - Національний музей, Львів, Україна
- 1995 - Львівська галерея мистецтв, Україна
- 1996 - Галерея Гердан, Україна
- 1998 - Галерея Павловського, Утрехт, Нідерланди
- 1999 - Галерея Гердан, Львів, Україна, Галерея Ірена, Київ, Україна
- 2005 - Галерея Дзиґа, Львів, Україна
- 2008 - Galeria Rynek, Ольштин, Польща
- 2009 - Галерея Сливка, Львів, Україна
- 2011 - «1974-1978» Галерея Дзиґа, Львів, Україна, «1980-1990» Галерея Дзиґа, Львів, Україна
- 2012 - «Частина III, 2000 р.н.» галерея Дзиґа, Львів, Україна
- 2016 - Gary Bowman Gallery, Львів, Україна

## Нагороди
- Почесна відзнака МКТ України «За досягнення у розвитку культури і мистецтва»;
- Диплом «Імпреза-93» (Івано-Франківськ);
- медаль Salon D’Art Contemporain (Париж, Франція)[5];
- Агt Іпternational TurkishGrameen Місго-Сгесііі Агt Віеппаіе "Тіsvа" (Туреччина);
- Диплом і медаль «To the 100th birthday anniversary of Kukuruza, Museum of Pencil Artist KukuruzaAktyube (Казахстан);
- Диплом «Осінній салон» (Львів);
- Відзнака за видатні мистецькі досягнення на Першому Міжнародному конкурсі Асоціації екслібрису Воєводина (Сербія);
- 10th International Miniature Art Biennial of Ville-Marie, Engraving Award Duhamel-Ouest Bursary (Канада).

## Список вибраних творів
- 1986 - “Похилена”, лінорит
- 1986 - "Осінні мотиви"
- 1987 - "З Прушнини" (серія)[6]
- 1989 - "Скрипаль"
- 1991 - “Сім’я”, офорт
- 1991 - “Композиція”
- 1991 - “Показник”
- 1997 - “Гармонія несумісних речей”